# جاستین.تی‌وی
جاستین. تی‌وی (انگلیسی: Justin.tv) جاستین.تی‌وی وب‌سایتی بود که در سال ۲۰۰۷ توسط جاستین کان، امت شیر، مایکل سایبل و کایل ووگت تأسیس شد تا به هر کسی اجازه دهد ویدیوهای خود را آنلاین پخش کند. حساب‌های کاربری در جاستین.تی‌وی با نام "کانال‌های کاربری" شناخته می‌شدند، همانند یوتیوب، و کاربران تشویق می‌شدند تا محتوای ویدیویی زنده تولیدی خود را، که به "ویدیوهای زنده" معروف بود، منتشر کنند.
این شرکت، که یک استارتاپ اینترنتی بود، مقر اصلی خود را در شهر سان فرانسیسکو، کالیفرنیا داشت. در ابتدا، برای راه‌اندازی فعالیت‌هایش، از حمایت مالی اولیه از طرف پل گراهام، موسس شرکت سرمایه‌گذاری اولیه Y Combinator، بهره‌مند شد. سپس، در مرحله اولیه رشد خود و برای گسترش فعالیت‌هایش، سرمایه‌گذاری سری A از شرکت‌های Alsop Louie Partners و Draper Associates را دریافت کرد.

## تاریخچه شرکت
جاستین.تی‌وی یک وب‌سایت پخش زنده ویدیو بود که در سال ۲۰۰۷ توسط جاستین کان، امت شیر، مایکل سایبل و کایل ووگت تأسیس شد. این وب‌سایت به کاربران این امکان را می‌داد تا ویدیوهای زنده خود را پخش کنند. حساب‌های کاربری در جاستین.تی‌وی به نام "کانال‌های کاربری" شناخته می‌شدند و کاربران تشویق می‌شدند تا محتوای ویدیویی زنده خود را منتشر کنند.
اصل زندگی‌نمایی
نسخه اولیه جاستین.تی‌وی تنها یک کانال داشت که زندگی جاستین کان را به صورت زنده پخش می‌کرد. جاستین کان با استفاده از یک وب‌کم متصل به کلاه بیسبال و سیستمی شامل لپ‌تاپ و کوله‌پشتی که توسط کایل ووگت طراحی شده بود، تصمیم گرفت دوربین را ۲۴ ساعته و ۷ روز هفته بپوشد و از نیمه‌شب ۱۹ مارس ۲۰۰۷ شروع به پخش زنده ویدیو و صدا کرد. او تمام زندگی خود را (به جز زمان‌های استفاده از سرویس بهداشتی و حمام) از طریق این دوربین به صورت زنده پخش می‌کرد و از طریق یک سیستم چت داخلی با بینندگان تعامل داشت.
گسترش به سوی یک پلتفرم
در تابستان سال ۲۰۰۷، جاستین.تی‌وی به یک پلتفرم با بیش از ۶۰ کانال مختلف تبدیل شد. در بالای هر کانال، فهرستی نمایان بود که نشان می‌داد کدام کانال‌ها پخش زنده دارند و کدام‌ها ندارند. بسته به زمان ورود، بازدیدکننده ممکن بود امکان انتخاب محدودی از کانال‌ها موجود داشته باشد.
تا اواخر ماه اوت ۲۰۰۷، کانال‌ها با نرخ میانگین دو کانال در روز بیشتر می‌شدند، با محتوایی که هم زندگی‌نمایی‌ها و هم پخش رویدادها را پوشش می‌داد. از استرالیا، برزیل، انگلستان و فرانسه تا هلند و سوئد در پخش تنوع وجود داشت. در برخی موارد، یک زندگی‌نماگر ممکن بود از یک کشور به کشور دیگر سفر کند، مانند زمانی که لیزا بیتی در سال‌های ۲۰۰۷ و ۲۰۰۸ از بروکلین به توکیو و کیوتو سفر کرد. با این حال، همه شرکت‌کنندگان دستگاه‌های تلفن همراه نداشتند و بیشتر فقط تصویر خود را نشان می‌دادند در حالی که جلوی کامپیوتر خود نشسته‌اند. در همین زمان، خواننده و آهنگساز جودی ماری گنت و دیگران شروع به زندگی‌نمایی در وب‌سایت‌هایی مانند یواستریم، استیک‌کم، لایواستریم کردند و وب‌سایت‌های دیگر کردند.
در تاریخ ۲ اکتبر ۲۰۰۷، جاستین.تی‌وی به عنوان شبکه‌ای باز شد که عموم افراد در آن می‌توانستند عضو شوند و ویدئو پخش کنند. یک سال بعد کان در یک مصاحبه اعلام کرد که جاستین.تی‌وی ۳۰ هزار حساب پخش ویدئو دارد. 
در تاریخ ۱۴ مارس ۲۰۰۸، جاستین.تی‌وی دسته‌بندی‌های قابل انتخاب برای پخش‌کنندگان اضافه کرد، شامل: ویژه، افراد و زندگی، ورزش، موسیقی و رادیو، بازی، خبرها و فناوری، حیوانات، سرگرمی، افراد مشهور و بااستعداد.
در روز همان سال جاستین.تی‌وی بخش سرخط‌ها را اضافه کرد که به کاربران می‌توانستند در مورد فعالیت‌های جالب سایر پخش‌کنندگان در سایت گزارش دهند. این گزارش‌ها سپس ویرایش و منتشر و برای تمام کاربران وب‌سایت قابل مشاهده و نظردهی می‌شد. این ویژگی به نوعی اجازه می‌داد تا کاربران دیگر فعالیت‌های جالب را در این پلتفرم به اشتراک بگذارند و با یکدیگر ارتباط برقرار کنند.
سال بعد سایت به منظور استفاده آسان‌تر بازطراحی شد.
در ژوئن ۲۰۱۱، جاستین.تی‌وی بخش "بازی" خود را به یک سایت جدید به نام توییچ.تی‌وی منتقل کرد.
در تاریخ ۱۰ فوریه ۲۰۱۴، شرکت مادر توییچ.تی‌وی و جاستین.تی‌وی به نام تجاری جدیدی به نام توییچ اینتراکتیو تغییر پیدا کردند.

## محبوبیت بین‌المللی جاستین.تی‌وی
در مارس ۲۰۰۹، TechCrunch گزارش داد که جاستین.تی‌وی در خارج از ایالات متحده محبوبیت بیشتری نسبت به Hulu دارد. جاستین.تی‌وی با ارائه محتواهای زنده و متنوع توانست توجه بسیاری را در بازارهای بین‌المللی جلب کند، در حالی که Hulu بیشتر در ایالات متحده شناخته شده بود و به پخش فیلم‌ها و سریال‌های تلویزیونی می‌پرداخت. 

## پخش خودکشی آبراهام بیگز
در تاریخ ۱۹ نوامبر ۲۰۰۸، آبراهام ک. بیگز، جوان ۱۹ ساله، هنگام پخش ویدیویی برای گروهی از بینندگان در کانال جاستین تی‌وی خود، با مصرف مقادیر زیادی از مواد مخدر خودکشی کرد. او همچنین با اختلال دوقطبی دست و پنجه نرم می‌کرد. 
پدر آبراهام بیگزبیان کرد که کسانی که این خودکشی را تماشا کردند، بخشی از مسئولیت مرگ پسرش را برعهده دارند.
"مایکل سیبیل، مدیر عامل جاستین تی‌وی دراین‌باره ظهار کرد: "ما از وقوع این اتفاق ابراز پشیمانی می‌کنیم و احترام خود را نسبت به حریم خصوصی آبراهام و خانواده‌اش در این زمان بیان می‌داریم. ما سیاست‌هایی را پیگیری می‌کنیم که از توزیع محتوای ناراحت‌کننده جلوگیری کند و شرکت ما سایت را به دقت نظارت می‌کند. این محتوا توسط شرکت ما شناسایی، بررسی و طبق شرایط خدمات ما حذف شده است."

## آمازون و توییچ
در تاریخ ۲۵ اوت ۲۰۱۴، شرکت آمازون، که یک شرکت بزرگ در حوزه فروش آنلاین محصولات است، توافق کرد که وب‌سایت توییچ را با مبلغ ۹۷۰ میلیون دلار خریداری کند. توییچ یک سایت است که به کاربران امکان می‌دهد ویدیوهایی از بازی‌های ویدیویی خود را به صورت زنده به اشتراک بگذارند. در بیانیه‌ای که پس از انجام معامله صادر شد، جف بزوس، مدیرعامل آمازون، اظهار کرد که آمازون قصد دارد از تجربیات توییچ برای بهبود خدمات خود به مشتریان خود استفاده کند.